# English Little League
| Recensione     | Giudizio |
| -------------- | -------- |
| Piero Scaruffi | [ 1 ]    |
| All Music      |          |
| Pop Matter     |          |
| Pitchfork      |          |
| Metacritic     | [ 2 ]    |

English Little League è il 20° album in studio del gruppo musicale statunitense Guided by Voices, pubblicato nel 2013 negli USA dalla Guided by Voices Inc. e nel Regno Unito dalla Fire Records.

## Tracce
Testi e musiche di Robert Pollard, eccetto dove diversamente indicato.
1. Xeno Pariah – 2:04
2. Know Me As Heavy – 2:50
3. Islands (She Talks In Rainbows) (Tobin Sprout) – 2:16
4. Trashcan Full Of Nails – 3:31
5. Send To Celeste (And The Cosmic Athletes) – 3:19
6. Quiet Game (Sprout) – 3:19
7. Noble Insect (Pollard, Sprout) – 3:24
8. Sir Garlic Breath (Pollard, Greg Demos) – 2:26
9. Crybaby 4-Star Hotel – 1:53
10. Biographer Seahorse – 3:36
11. Flunky Minnows – 2:12
12. Birds (Pollard, Sprout) – 2:45
13. The Sudden Death Of Epstein's Ways (Sprout) – 2:16
14. Reflections In A Metal Whistle – 1:47
15. Taciturn Caves – 3:55
16. A Burning Glass – 2:01
17. W/ Glass In Foot – 2:20

Durata totale: 45:54